# Ceratomontia mendocina
Ceratomontia mendocina is een hooiwagen uit de familie Triaenonychidae.